# Joseph Bombelles
Josip »Joseph« T. Bombelles (Zagreb, 2. lipnja 1930. − Norfolk, Virginia, 5. srpnja 2011.), hrvatsko-američki ekonomist, rodom iz hrvatske plemićke obitelji Bombellesa. Sin je grofa Josipa Bombellesa.

## Životopis
Rodio se u Zagrebu 1930. godine, kao nezakonito dijete. Otac Josip, diplomat (po nekim izvorima slobodni zidar, a prema Bogdanu Krizmanu doušnik jugoslavenskog princa Pavla), imao je i englesko državljanstvo, jer je to imao pravo kao potomak aristokrata Henryja-Francoisa Bombellesa i bio je višestruki obavještajac. Smaknut je u sabirnom logoru u Jasenovcu; drugi izvori navode da je smaknut u Staroj Gradišci) jer je pao u nemilost Ciana i poglavnika Pavelića, premda je posredovao u kontaktu (23. siječnja 1940.) Ciana i Pavelića u stvaranju plana o podizanju ustanka i uz pomoć Italije odcjepljenja od Beograda. Otac mu se je zanosio da će ući buduću hrvatsku vladu i biti ministar financija. Političke su se okolnosti okrenule, Italija odustaje od planova s Pavelićem. Pavelić već svibnja 1940. daje do znanja da je Cianu da zna da je Josip Bombelles plaćenik Beograda, »te da će na sebi osjetiti nemilosrdnost ustaškog zakona«. Prijetnje Bombellesovu ocu su se ostvarile. Iste 1940. godine na Gupčevoj zvijezdi ustaše su izveli neuspješni atentat na Bombellesova oca. Atentatori su bili Božidar Cerovski i Viktor Tomić, članovi tajne organizacije Matija Gubec. Bombellesov otac je proglašenje NDH dočekao u Zagrebu. Odmah po dolasku ustaša na vlast, Bombellesov otac uhićen je u Zagrebu, zatvoren u logoru u Staroj Gradišci gdje je ubijen ožujka 1942. godine. Joseph i mati su preživjeli rat, no jugokomunistički režim im je nacionalizacijom oduzeo obiteljska imanja koja su bili prisiljeni napustiti. Od 1945. je bio pomagao Krunoslavu Draganoviću u prikupljanju iskaza svjedoka o bleiburškom pokolju.
U Zagrebu je studirao pravo. Nije se slagao s jugokomunističkim režimom. Kad je završio studij 1952., kratko je radio kao pripravnik na sudu. Već 1954. godine otišao je u SAD. Iste je godine završio Akademiju međunarodnog prava u Haagu, odakle je otišao u Njemačku gdje je dobio politički azil, a ondje mu se pridružila zaručnica Georgina Nina Lolich s kojom se oženio u Münchenu 1955. godine. U SAD živi od 1956. godine. Susreto je brojne hrvatske iseljenike. U početku je radio sa strojevima. Poslije je do ranih 1960-ih predavao je na bivšem Caseovom Institutu za tehnologiju njemački i ruski studentima inženjerstva, jer je veći dio svjetske literature bio na tim jezicima. Dok je predavao na Caseu, odlučio je studirati ekonomiju, obrazloživši to time što je htio znati zašto su neki narodi bogati a drugi siromašni. Bio je Fulbrightov stipendist.
Njegov stručni interes bili su međunarodno pravo i ekonomski razvitak Istočne Europe. U SAD je predavao na sveučilištu John Carroll u Clevelandu, u Ohiju.
Akademske je naslove (Master's i Ph.D.) stekao na sveučilištu Case Western Reserve. Teza za njegov doktora bila je Economic Development of Communist Yugoslavia. Na sveučilištu John Carroll predavao je od 1968. do odlaska u mirovinu 1998. godine.
Čim je došao u SAD radio je na organiziranju Hrvata i u organizacijama američkih Hrvata. Listopada 1960. John Ivan Prcela sazvao je u kući Ivana Džebe sjednicu istaknutih hrvatskih intelektualaca, na kojoj su bili Bombelles, Dragutin Kamber, Rudolf Hrašćanec, Jure Prpić, Steven W. Skertić, na kojoj je osnovan Odbor za istraživanje bleiburške tragedije. Stanko Guldescu zajedno sa skupinom hrvatskih autora napisao je knjigu o bleiburškoj tragediji Operation Slaughterhouse koja je postigla znatan odjek u znanstvenoj zajednici. Vrhunac znanstvenog odjeka te knjige bio je Simpozij o bleiburškoj tragediji koji je održan u Clevelandu početkom lipnja 1963. godine, na kojem su nastupila četvorica američkih profesora (Guldescu, O'Connor, McAdams i Skertić) i petorica profesora rodom Hrvata (Bombelles, Duraković, Omrčanin, Prpić i Prcela). U novom izdanju te knjige objavljena je Rezolucija, a u pogovoru su reakcije State Departmenta na tu knjigu.
U Clevelandu je Bombelles radio na osnivanju Američko-hrvatskog društva, kojem je predsjedavao u dva navrata, od 1963. do 1965. godine, te od 1972. do 1986. godine. Zajedno s dr.sc. Jurom Prpićem (1977.)1978. je godine osnovao Udruženje za hrvatske studije (Association for Croatian Studies) koje se uskoro priključilo velikom udruženju, Udruženju za slavenske studije (American Association for Advancement of Slavic Studies), zbog čega su stekli pravo raspravljati o Hrvatskoj i Hrvatima na predavanjima u sklopu godišnjih konferencija tog društva. Gosti predavači bili su brojni uglednici iz domovine Hrvatske, kao što su Franjo Tuđman, Ivan Supek, Savka Dabčević-Kučar, mons. Vladimir Stanković i ini. Tom je organizacijom predsjedavao od 1978. do 1986. godine, te od 1991. do 1999. godine.
Proglašen je za professora emeritusa ekonomije na matičnom sveučilištu John Carroll.
Život je posvetio dvjema velikim stvarima: obrazovanju mladih te napredku gospodarske i političke slobode njegove domovine Hrvatske, za čiju je neovisnost živio. U Hrvatsku se prvi put vratio tek kad se Hrvatska osamostalila. Često je putovao u Hrvatsku, da bi pomogao svojim znanjem tranziciji hrvatskog društva u demokratsko društvo s tržišnim gospodarstvom,a nove naraštaje u Hrvatskoj obrazovati u razumijevanju i cijenjenju slobode, demokracije, slobodnog poduzetništva i dobre radne etike.
Uložio je mnogo napora u promociju suvremene znanosti u Hrvatsku i promociji Hrvatske u svijetu, pa su desetci mladih hrvatskih studenata završili studije u SAD-u, u SAD-u su na specijalizaciji bili brojni mladi znanstvenici, posljedica čega je bila da su američki, politički i društveni krugovi dobili su drukčiju u bolju sliku o Hrvatima, nasuprot negativne slike koja je širena o Hrvatskoj i Hrvatima, osobito nakon drugog svjetskog rata.
Bio je jedna od ključnih osoba ZŠEM-a. S dekanom Đurom Njavrom radio je na osnivanju ZŠEM-a 1994. godine. Osnovan je na temelju programa Sveučilišta John Caroll i Sveučilišta Michigan i prilagođen hrvatskim uvjetima. Na tom se projektu mnogo angažirao, mnogo je strepio nad njime, pa je više puta tijekom godine običavao doći u Zagreb uvjeriti se da se stvari razvijaju kako treba.
Bio je članom AMAC Midwesta.
Umro je 2011. godine. Iza sebe ostavio je suprugu, dvojicu sinova i četvero unuka.

## Nagrade i priznanja
U Americi je dobio brojna priznanja za svoj nesebičan akademski i javni rad. Za svoju predanost predavanju dobio je nagradu Distinguished Faculty Award 1992. godine. U Hrvatskoj ga je 1996. godine predsjednik Franjo Tuđman odlikovao Redom hrvatskog pletera za doprinos i rad na očuvanju identiteta i afirmaciji Hrvatske te doprinosa hrvatsko američkoj suradnji.

## Vanjske poveznice
- Tko je tko u hrvatskoj znanosti  Arhivirana inačica izvorne stranice od 2. travnja 2015. (Wayback Machine)
- Joseph Bombelles, Geni.com